# Dusona cameronii
Dusona cameronii là một loài tò vò trong họ Ichneumonidae.